# 嵇晓华
嵇晓华（1977年—），网名姬十三，果壳网创始人兼CEO，神经生物学博士，科学松鼠会和果壳网创始人。

## 生平
1977年出生于生于浙江舟山的一个中医世家。2001年毕业于中国科学技术大学生物系，2007年毕业于复旦大学神经生物学研究所。2007年至2008年从事专栏写作。2008年4月创办科学松鼠会。2009年10月创办果壳网。2015年4月创立在行，2016年5月创立分答。现居北京或上海。